# Cà chấm mắm tôm

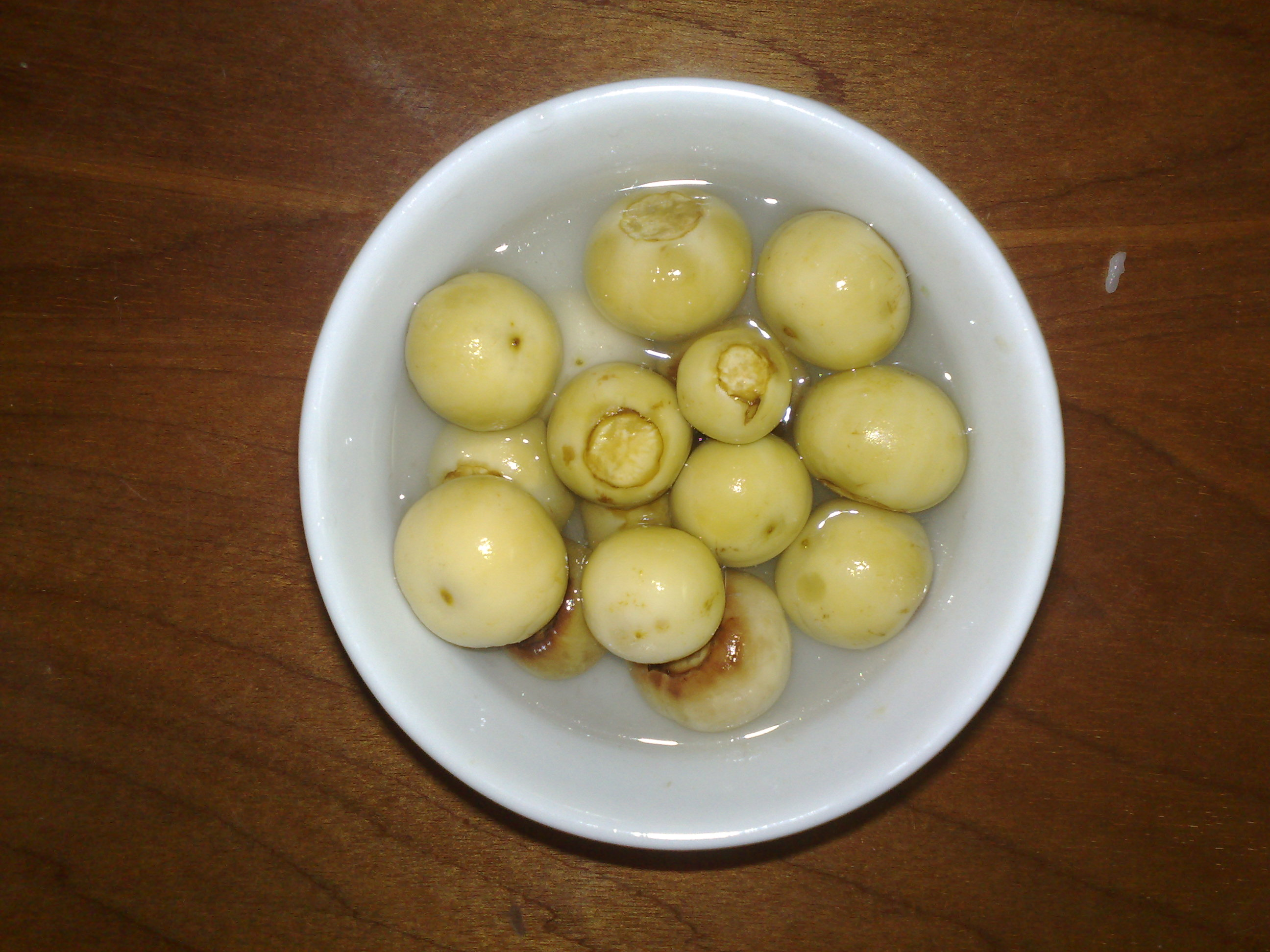
Cà muối

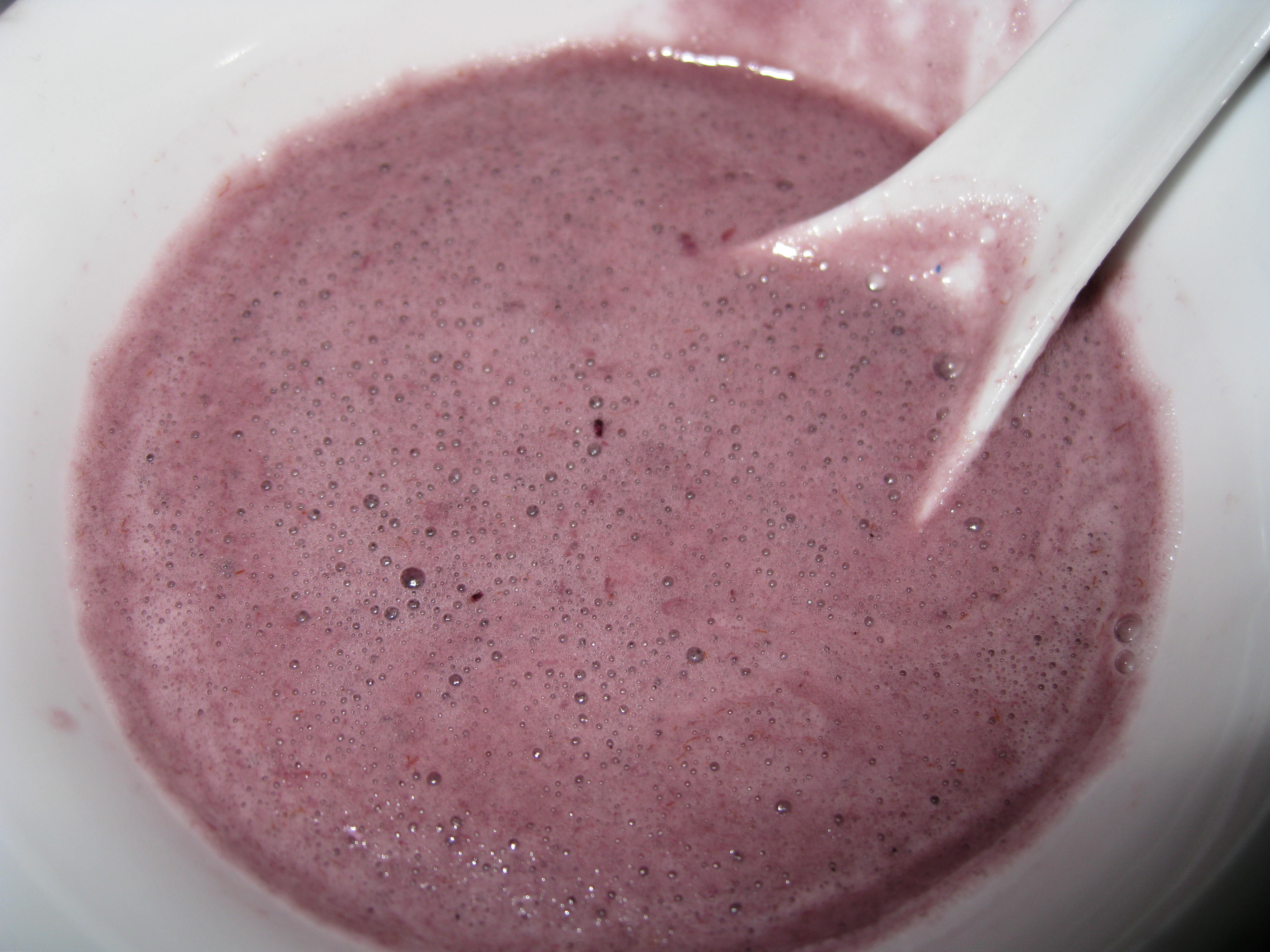
Bát mắm tôm pha với chanh

Cà chấm mắm tôm là món ăn dân gian quen thuộc trong văn hóa ẩm thực Việt Nam. Món ăn này gồm cà pháo đã được muối chấm với mắm tôm. Cà pháo được rửa sạch, để ráo nước rồi rắc một ít muối vào trước, để một lúc nữa thì tiếp tục cho nước đun sôi để nguội pha muối vào, sau đó nén các quả cà xuống cho ngập nước. Thông thường vào mùa hè sau 2 đến 3 ngày là có thể ăn được.

## Trong văn hóa
Cà chấm mắm tôm là món ăn dân dã lâu đời của người Việt Nam nên đã trở nên thân thuộc và có dấu ấn rõ nét trong văn hoá. Màu tím đặc trưng của hoa loại cây này cũng được gọi là tím hoa cà.
- Thành ngữ:

"Một quả cà bằng ba thang thuốc."
"Tương cà là gia bản"
- Ca dao:

Anh đi, anh nhớ quê nhà,
Nhớ canh rau muống, nhớ cà dầm tương.